# Liste der Kulturdenkmäler in Wiesweiler
In der Liste der Kulturdenkmäler in Wiesweiler sind alle Kulturdenkmäler der rheinland-pfälzischen Ortsgemeinde Wiesweiler aufgeführt. Grundlage ist die Denkmalliste des Landes Rheinland-Pfalz (Stand: 6. September 2022).

## Einzeldenkmäler
| Bezeichnung         | Lage                   | Baujahr | Beschreibung | Bild            |
| ------------------- | ---------------------- | ------- | --- | --------------- |
| Mühle               | Kirchstraße 1, 1a Lage | 1880    | ehemalige Mühle; weitläufiger Dreiseithof; neunachsiger Putzbau, 1880, Stallscheune 1834; Hausteinquaderbrücke, 1844                                                                                | Fotos hochladen |
| Hofanlage           | Kirchstraße 9 Lage     | 1829    | großer Winkelhof, 1829; ortsbildprägend | Fotos hochladen |
| Evangelische Kirche | Kirchstraße 19 Lage    | 1970–74 | zweiteiliger Putzbau, 1970–74, Architekten Heinrich Otto Vogel, Trier, und W. Simon, Wiesweiler, nachbarockes Portal, bezeichnet 1819; romanischer Chorturm, römische Spolien; umfriedeter Kirchhof | Fotos hochladen |

## Ehemalige Kulturdenkmäler
| Bezeichnung | Lage                | Baujahr | Beschreibung | Bild |
| ----------- | ------------------- | ------- | --- | ---- |
| Hofanlage   | Kirchstraße 12 Lage | 1547    | stattliche Winkelhofanlage; Bruchstein-Wohntrakt bezeichnet 1547, Erweiterung wohl im 18. Jahrhundert; abgebrochen und aus Denkmalliste gelöscht | BW   |